# Саранпауль
Саранпау́ль (рос. Саранпауль, манс. Саранпāвыл) — село у складі Березовського району Ханти-Мансійського автономного округу Тюменської області, Росія. Адміністративний центр Саранпаульського сільського поселення.
Населення — 2575 осіб (2010, 2643 у 2002).
Національний склад станом на 2002 рік: росіяни — 27 %.

## Клімат
Село знаходиться у зоні, котра характеризується континентальним субарктичним кліматом. Найтепліший місяць — липень із середньою температурою 16.3 °C (61.3 °F). Найхолодніший місяць — січень, із середньою температурою -22.9 °С (-9.3 °F).
| Клімат Саранпауля       | Клімат Саранпауля | Клімат Саранпауля | Клімат Саранпауля | Клімат Саранпауля | Клімат Саранпауля | Клімат Саранпауля | Клімат Саранпауля | Клімат Саранпауля | Клімат Саранпауля | Клімат Саранпауля | Клімат Саранпауля | Клімат Саранпауля | Клімат Саранпауля |
| Показник                | Січ.              | Лют.              | Бер.              | Квіт.             | Трав.             | Черв.             | Лип.              | Серп.             | Вер.              | Жовт.             | Лист.             | Груд.             | Рік               |
| Середня температура, °C | −22,9             | −20,8             | −12,2             | −3,2              | 4,2               | 12,2              | 16,3              | 12,7              | 6,2               | −2,4              | −13,8             | −19,8             | −3,6              |
| Норма опадів, мм        | 25.8              | 20.4              | 25.3              | 34                | 43.9              | 58                | 73.1              | 63.9              | 53.7              | 43.9              | 35.9              | 26.9              | 504.9             |
| ----------------------- | ----------------- | ----------------- | ----------------- | ----------------- | ----------------- | ----------------- | ----------------- | ----------------- | ----------------- | ----------------- | ----------------- | ----------------- | ----------------- |
| Джерело: Weatherbase    |                   |                   |                   |                   |                   |                   |                   |                   |                   |                   |                   |                   |                   |